# Церковь Николая Чудотворца на Колпинском кладбище
Це́рковь Никола́я Чудотво́рца — православный храм в городе Колпино (Санкт-Петербург) на Колпинском кладбище. Церковь была построена в 1828 году, разрушена в 1941-м, восстановлена на новом месте в 1997—2000 годах.
Приписана к Вознесенской церкви Санкт-Петербургской епархии Русской православной церкви.

## Первая церковь Николая Чудотворца
Церковь была построена в 1809 году на берегу реки Малая Ижорка из оставшихся материалов от разобранной в том же году деревянной сельской Троицкой церкви. До 1809 года все захоронения осуществлялись близ Троицкой церкви. Иконостас для кладбищенской церкви был доставлен в 1809 году из упразднённой церкви святых Захарии и Елизаветы Санкт-Петербургского Адмиралтейства.
В 1828 году храм был полностью перестроен по проекту инженера А. Модроха, оставаясь в таком виде до 1941 года.
Церковь имела размеры 14×6 метров, была покрыта двускатной крышей и увенчана небольшой колокольней с куполом. С северной и южной стороны храм имел крытые галереи, ограждённые железными решётками. Храм вмещал зимой около 130 человек, а летом, за счёт дощатых террас, около 200.
До 1925 года кладбищенская церковь оставалась приписной к Троицкому собору, и лишь в 1925 году, после обновленческого раскола, отошла в отдельный приход, находившийся под омофором Патриаршей Церкви (Троицкий собор отошёл к обновленцам).
Кладбищенская церковь не закрывалась и была уничтожена 30 августа 1941 года во время вражеского обстрела Колпино.
К настоящему времени на её месте находятся современные захоронения. Рядом ещё чудом сохраняются старинные священнические надгробия протоиереев Павла Красева, Петра Иванова и Михаила Георгиевского.
В 2010 году на месте бывшего храма во имя Святителя Николы на погосте, с согласия настоятеля Свято-Троицкого собора протоиерея Александра Селиванова, трудами единоверцев во главе с Александром Максимовичем Гныпом, был установлен деревянный восьмиконечный поклонный крест.

## Новая церковь Николая Чудотворца
К концу XX века старое колпинское кладбище оказалось переполнено, захоронения на нём (за редким исключением) прекратились. К югу от него был выделен большой участок для нового кладбища, на котором в 1997 году была заложена небольшая деревянная церковь, проект которой был разработан колпинским архитектором Валентиной Дмитриевной Прокошиной. Церковь была освящена 22 июня 2000 года благочинным Царскосельского округа протоиереем Геннадием Зверевым во имя Святителя Николая Чудотворца.
Внутри храма находится небольшой двухъярусный иконостас, вырезанный из липы. Из икон примечателен храмовый образ Святителя и Чудотворца Николая, старого письма.
В 2002 году храм был обнесён деревянной оградой, в 2003 году был немного расширен с южной стороны, а в 2008 году рядом была выстроена отдельностоящая деревянная колокольня и ряд служебных построек.
За алтарём храма находятся несколько могилок работниц колпинской Вознесенской церкви, к которой и приписан кладбищенский храм. Божественная литургия совершается в нём лишь по субботам, в остальные дни здесь служатся лишь молебны и панихиды.

## Духовенство
| Настоятели церкви             | Настоятели церкви                          |
| Даты                          | Настоятель                                 |
| ----------------------------- | ------------------------------------------ |
| 1809—1925                     | являлась приписной к Троицкому собору      |
| 1925 — октябрь 1937           | протоиерей Александр Цветков (1876—1937)   |
| октябрь 1937 — 30 мая 1941    | протоиерей Александр Салтыков (1878—1941)  |
| 30 мая 1941 — 30 августа 1941 | протоиерей Димитрий Осьминский (1878—1952) |
| 1999 — настоящее время        | протоиерей Серафим Сологуб (род. 1965)     |